# Großer Stechlinsee
Der Große Stechlinsee (auch Großer Stechlin, Stechlin oder Stechlinsee) ist ein natürlicher See im Norden des Landes Brandenburg mit einer Fläche von 412 Hektar. Er ist mit 70 Metern der tiefste See Brandenburgs und war in der Vergangenheit für seine exzellente Wasserqualität bekannt. In den letzten Jahrzehnten wurde allerdings eine deutliche Eutrophierung durch Anstieg des Phosphor-Gehaltes (als gelöstes Phosphat) beobachtet.

## Geographie
Der Große Stechlinsee gehört zum Rheinsberger Seengebiet im Naturraum des Neustrelitzer Kleinseenlandes. Er liegt auf dem Gebiet der Gemeinde Stechlin im Landkreis Oberhavel. Das Westufer gehört zum Gebiet der Stadt Rheinsberg im Landkreis Ostprignitz-Ruppin. Am Ostufer liegt das Dorf Neuglobsow. Die Entstehung des Großen Stechlinsees wird mit der Verschüttung und dem nachfolgenden Anstau eines Toteisblockes in einer ausgedehnten Sanderfläche gedeutet. Der Abfluss erfolgt über den Polzowkanal zum Nehmitzsee. Während sich der Wasserspiegel auf einer Höhe von 59,6 m ü. NHN befindet, liegt der tiefste Punkt des Sees etwa zehn Meter unterhalb der Höhe des Meeresspiegels.

## Geschichte
Der Name Stechlin soll sich von steklo, dem slawischen Wort für Glas, herleiten. Theodor Fontane gab seinem letzten Roman den Titel Der Stechlin. Beschrieben wird das Schicksal eines fiktiven Adelsgeschlechtes von Stechlin, das am Großen Stechlinsee ansässig ist. Der Roman erschien 1897/1898 und wurde 1975 verfilmt.
Zwischen Nehmitzsee und Großem Stechlinsee entstand zwischen 1960 und 1966 das Kernkraftwerk Rheinsberg als Forschungs- und Versuchskraftwerk der Deutschen Demokratischen Republik. Es wurde von 1966 bis zur Stilllegung im Jahr 1990 für die Stromerzeugung genutzt. Das Kühlwasser wurde dem Nehmitzsee entnommen und nach der Erwärmung über einen eigens für diesen Zweck erbauten Kanal in den Großen Stechlinsee geleitet. Von dort strömte das Wasser über den Polzowkanal in den Nehmitzsee zurück. Die Erwärmung des Seewassers hatte Folgen für Flora und Fauna der beiden Seen.
Der Große Stechlinsee wird spätestens seit den 1950er Jahren wissenschaftlich beobachtet. Eine Außenstelle des Leibniz-Instituts für Gewässerökologie und Binnenfischerei (IGB) untersucht unter anderem die Lebewesen des Sees langfristig auf Veränderungen. Daneben bestehen eine Messstation des Umweltbundesamtes und eine meteorologische Station des Deutschen Wetterdienstes.
Der Große Stechlinsee wird von der Fischerei Stechlinsee der Familie Böttcher & Sohn in der sechsten Generation bewirtschaftet. Die flachen Strände und das klare Wasser machen ihn zu einem beliebten Badesee und einem hervorragenden Tauchplatz.

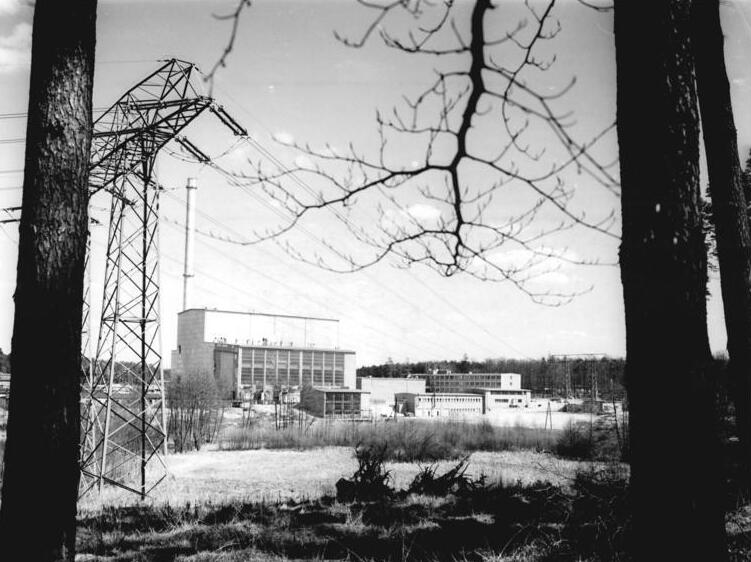
Kernkraftwerk Rheinsberg am Westufer des Großen Stechlinsees, 1966
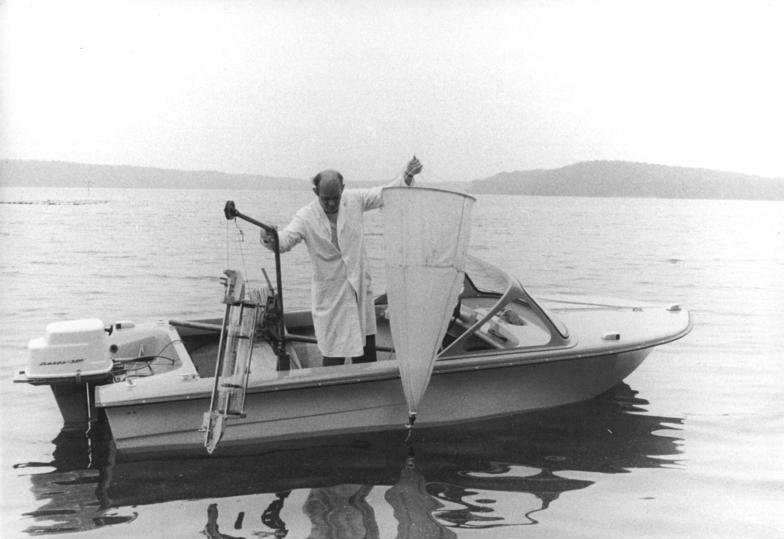
Einsatz eines Planktonnetzes am Großen Stechlinsee, 1984

## Ökologie
Der Große Stechlinsee galt bis vor wenigen Jahrzehnten als der einzige oligotrophe Großsee in Norddeutschland. Die Sichttiefe betrug bis zu 11 Meter und im Durchschnitt 6 Meter. Die Stechlin-Maräne ist eine nur im Stechlinsee vorkommende Fischart. Darüber hinaus kommen im See häufig Hechte, Barsche, Schleien, Brachsen, Rotaugen, Rotfedern, Karpfen, Graskarpfen und Aale vor. Als Teil des Naturschutzgebiets Stechlin gehört der See zum Naturpark Stechlin-Ruppiner Land. 2012 wurde er durch den Global Nature Fund mit dem Titel Lebendiger See des Jahres ausgezeichnet.
Seit 2010 mehren sich Anzeichen für eine Verschlechterung der Wasserqualität durch vermehrtes Algenwachstum, Sauerstoffzehrung beim Abbau der zusätzlich anfallenden Biomasse, eine Verringerung der Sichttiefe und eine stark erhöhte Freisetzung von im Sediment gebundenen Phosphor. Die genauen Ursachen dieser Eutrophierung sind Gegenstand der Forschung.

## Zugang
Vom Parkplatz in Neuglobsow gelangt man auf der Stechlinseestraße zum östlichen Seeufer. An der dortigen Badestelle beginnt ein 18 km langer Wanderweg, der größtenteils dicht am Ufer entlangführend den See umrundet. In der westlichen Ausbuchtung des Sees hat man von der der Brücke über den Auslaufkanal einen Blick auf das stillgelegte Kernkraftwerk Rheinsberg.

## Filmdokumentation
- Wildes Deutschland: Der Stechlin. Deutsche TV-Dokumentation (2013) von Christoph Hauschild; 44 Minuten.